# Halidamia affinis
Halidamia affinis är en stekelart som först beskrevs av Carl Fredrik Fallén 1807.  Halidamia affinis ingår i släktet Halidamia, och familjen bladsteklar. Enligt den finländska rödlistan är arten sårbar i Finland. Arten är reproducerande i Sverige. Artens livsmiljö är torra gräsmarker.